# Doris verrucosa
Il doride verrucoso (Doris verrucosa Linnaeus, 1758) è un mollusco nudibranchio appartenente alla famiglia Dorididae.

## Descrizione
Corpo di colore grigio o marrone, con molti tuberculi simili a verruche, con ciuffo branchiale e rinofori dello stesso colore. Fino a 7 centimetri.

## Biologia
Si nutre di spugne delle specie Hymenacidon sanguinea e Halicondria panicea.

## Distribuzione e habitat
Mar Mediterraneo, fatta eccezione per il Nordafrica, Oceano Atlantico orientale e occidentale, comune su fondali duri o pietrosi o su Posidonia oceanica.